# Eerste Javaanse Successieoorlog
De Eerste Javaanse Successieoorlog was een successieoorlog die in het Sultanaat Mataram op Java woedde van 1703/1704 tot 1708. De Vereenigde Oostindische Compagnie (VOC) intervenieerde in de strijd en wist daarmee haar invloed op Mataram te vergroten. 

## Achtergrond
In het Midden- en Oost-Javaanse rijk Mataram regeerde van 1645 tot 1677 sultan (susuhunan) Amangkurat I van Mataram. Zijn zoon, de latere Amangkurat II van Mataram, kwam tegen zijn vader in opstand, daarbij geholpen door een verwant, de vorst van Madura, Trunajaya van Sunda. Amangkurat II en Trunajaya bezetten de hoofdstad van Mataram Kartasura in 1677 en Amangkurat I werd vermoord. Amangkurat II kwam door de militaire hulp die hij van Madurese kant had gekregen in de troonstrijd in een afhankelijke positie ten opzichte van Trunajaya. Trunajaya probeerde nu zijn invloed op Java te vergroten door de vorst van Kajoran, op Oost-Java, die tot dan toe een vazal van Mataram was geweest, aan zich te binden. Amangkurat II, die zich hierdoor bedreigd voelde, en die meende dat Trunajaya uiteindelijk uit was op de troon van Mataram, riep daarop de hulp van de VOC in. 
De te hulp geroepen VOC troepen versloegen Trunayaja onder aanvoering van Anthonio Hurdt, bij Kediri en verjoegen hem in 1679 van Oost-Java. De Nederlanders legerden een garnizoen in Kartasura, lieten daar een nieuwe kraton bouwen en bevestigden Amangkurat II in 1680 op troon van Mataram. Als 'dank' voor de hulp die de VOC hem had verleend in zijn strijd om de troon verleende Amangkurat II de VOC een groot aantal voorrechten: Het monopolie op de rijsthandel van en naar Mataram kwam nu helemaal in VOC handen, en daarnaast verkreeg de 'Kumpenie', zoals de VOC in die tijd op Java genoemd werd, alleenrecht op de invoer van opium en textiel en op de uitvoer van suiker vanuit de Noord-Javaanse havens Semarang en Japara. In deze steden werden Nederlandse douanekantoren opgericht. Bovendien werden de grenzen tussen Mataram en het Nederlandse gebied rond Batavia ('de Ommelanden') verder naar het oosten verschoven. 
In Amangkurat II's van de VOC afhankelijke situatie kwam verandering door de komst van Surapati naar Kartasura. Surapati was een uit Batavia gevluchte slaaf, die, terwijl hij aan wisselende kanten meegevocht in de oorlog tussen de VOC en Bantam, veel westerse militaire ervaring had opgedaan. Hij bood Amangkurat II zijn diensten aan om onder het juk van de VOC vandaan te komen. De Nederlandse diplomaat en aanvoerder van het garnizoen van Kartasura, François Tack, werd in 1686 door Surapati samen met een groot deel van zijn troepen verslagen en gedood. De overgebleven VOC soldaten ontkwamen maar met moeite heelhuids naar Japara, dat op de noordkust van Java ligt. Amangkurat II ontkende tegenover de VOC in alle toonaarden dat hij Surapati opdracht had gegeven voor deze acties tegen de Nederlanders, maar beloonde hem wel met een eigen vazalstaat in en om Pasuruan, dat strategisch tussen Madura en Mataram lag. Hier bouwde Surapati zijn eigen kraton en gedroeg zich gedurende de volgende 20 jaar als een onafhankelijk vorst .

## Verloop
De VOC had na de harde klappen die zij in de strijd tegen Surapati had opgelopen, en als gevolg van de oorlog die zij met Bantam op West-Java voerde, pas in het begin van de 18e eeuw de gelegenheid om zich weer in de aangelegenheden van Mataram te mengen. Amangkurat II stierf in 1703 en zijn zoon Amangkurat III van Mataram werd in zijn aanspraken op de troon gesteund door Surapati. De VOC steunde de kandidaat van de hoge adel van Mataram, Amangkurat III's oom Pangeran Puger. Na een korte strijd werd Pangeran Puger in 1704 in het door de Nederlanders bezette Semarang gekroond als susuhunan Pakuboewono I van Surakarta. Hierna werd Surapati door VOC-generaal Cnol, na zich tot het uiterste te hebben verweerd, in 1706 bij Bangil voor Pasuruan verslagen. Amangkurat III werd in 1707 gevangengenomen en naar Ceylon in ballingschap afgevoerd. Als dank voor de verleende hulp stond Pakubuwono I de districten Parabyangan en Cirebon op West-Java af aan de VOC, en ging hij akkoord met gedwongen rijstleveranties aan de Nederlanders. Madura viel als gevolg van de Eerste Javaanse Successieoorlog ook in VOC-handen.
(voorspel: Trunajaya-opstand, 1677–1681) · Eerste Javaanse Successieoorlog (1703–1707) · Tweede Javaanse Successieoorlog (1719–1722) · Derde Javaanse Successieoorlog (1749–1755)